# Endrick
Endrick Felipe Moreira de Sousa (Taguatinga, 21 de julho de 2006) é um futebolista brasileiro que atua como atacante. É jogador do Real Madrid.
Jogador mais jovem a atuar e marcar um gol como profissional pelo Palmeiras, é considerado uma das maiores promessas do futebol brasileiro e internacional.

## Carreira

### Categorias de base
Nascido em Taguatinga, Distrito Federal, cresceu em Valparaíso de Goiás, Goiás. Endrick começou a jogar futebol aos quatro anos de idade. Seu pai, Douglas Sousa, publicou os gols do filho no YouTube, rede social de vídeos, e procurou interessados entre os grandes clubes brasileiros. Quando tinha oito anos, Endrick atuava pelo Brasília Fut Academy, time da região que tinha parceria com o São Paulo; eventualmente, o tricolor paulista convidou o atacante para morar nos alojamentos do clube. Entretanto, o negócio não se concretizou após o São Paulo recusar o pedido de Douglas para que o clube lhe desse uma moradia ou um emprego na capital.
Douglas então voltou a postar vídeos na internet com lances de Endrick pela Go Cup (torneio infantil com equipes do mundo), que fez dezessete gols em sete jogos. A publicação chegou ao Palmeiras, que, através do diretor João Paulo Sampaio, convidou Endrick para uma semana de testes. O garoto foi aprovado e se mudou com os pais para a capital paulista, integrando o time sub-11 do Palmeiras; o clube deu um emprego de auxiliar de limpeza no clube para Douglas. Durante cinco anos em que esteve nas categorias de base, marcou 161 gols em 188 jogos.
Aos quinze anos de idade, Endrick ajudou o Palmeiras a conquistar a Copa São Paulo de Futebol Júnior de 2022. Pelo torneio, marcou cinco gols em cinco jogos; no jogo contra o ASSU marcou o seu primeiro gol e também tornou-se o jogador mais jovem do Palmeiras a marcar um gol pelo torneio. Na final contra o Santos, foi o responsável por abrir o placar. Ao fim do campeonato recebeu os prêmios de melhor jogador e de gol mais bonito.

### Palmeiras

#### 2022
Em 21 de julho de 2022, no dia em que completou dezesseis anos, Endrick assinou o seu primeiro contrato profissional com o Palmeiras, com validade inicial de três anos e uma multa rescisória de sessenta milhões de euros (cerca de 334 milhões de reais, na época). Em 29 de julho, o atacante foi inscrito para as quartas de final da Libertadores da América, recebendo a camisa de número dezesseis. No dia 18 de setembro, Endrick foi relacionado pela primeira vez pelo treinador Abel Ferreira. O atacante esteve no banco de reservas na vitória de 1–0 contra o Santos, válida pela 27ª rodada do Campeonato Brasileiro.
A estreia de Endrick como profissional ocorreu em 6 de outubro, na vitória por 4–0 do Palmeiras contra o Coritiba, no Allianz Parque, pelo Campeonato Brasileiro. Aos dezesseis anos, dois meses e quinze dias, transformou-se no jogador mais jovem a atuar profissionalmente pelo Palmeiras. Seus dois primeiros gols pelo Alviverde foram feitos em 25 de outubro, na vitória por 3–1 sobre o Athletico Paranaense, na Arena da Baixada, válida pelo Campeonato Brasileiro. Com isso, Endrick tornou-se o jogador mais jovem na história do Palmeiras a marcar um gol como profissional.
O atacante voltou a balançar as redes no dia 2 de novembro, quando começou como titular na goleada por 4–0 contra o Fortaleza, no Allianz Parque, que terminou com a celebração do título do Campeonato Brasileiro. Com a conquista, Endrick se tornou o primeiro jogador da história do clube alviverde a ser campeão em todas as categorias, desde o Sub-11 até o Profissional.

#### 2023

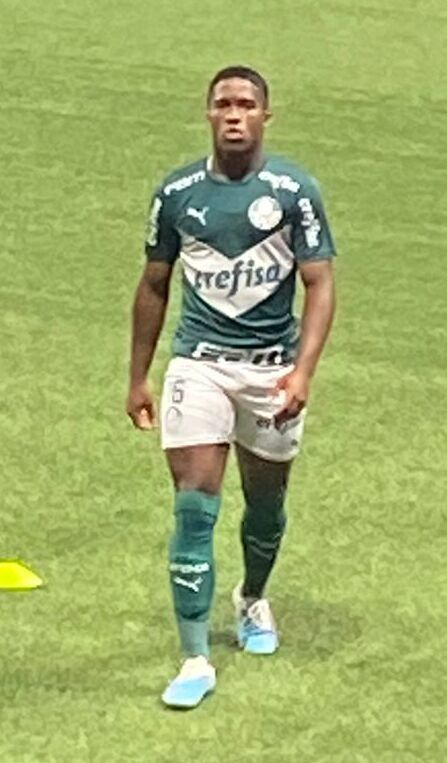
Endrick em aquecimento pelo Palmeiras em 2023.

Em fevereiro de 2023, foi o vencedor da primeira edição do Samba de Ouro Sub-20 (concedido ao melhor jogador brasileiro com menos de 20 anos) com 28,4% dos votos, superando Matheus França e Vitor Roque, que ficaram com 10,7% e 10,1% dos votos, respectivamente. Já em abril, Endrick fez o terceiro gol da goleada palmeirense por 4–0 sobre o Água Santa, na partida de volta da final do Campeonato Paulista, e ajudou a equipe a conquistar o 25º torneio estadual da sua história.
Foi deixado no banco de reservas durante o período após a final do Campeonato Paulista, até as semifinais da Copa Libertadores, onde o time sofreu uma eliminação nos pênaltis para o Boca Juniors. Em um cenário onde restava apenas o Brasileirão para ser conquistado naquele ano, Endrick assumiu a titularidade após uma mudança de tática. O jogador foi o elemento essencial para o 12° título brasileiro do Palmeiras, tendo marcado seis gols nos últimos oito jogos do Brasileirão. 
O jovem atacante balançou as redes no triunfo por 1–0 contra o Athletico Paranaense, na vitória por 3–0 contra o Internacional, na goleada por 4–0 contra o América Mineiro, no empate em 1–1 contra o Cruzeiro, além dos dois gols na virada histórica por 4–3 contra o Botafogo, em jogo realizado no Estádio Nilton Santos. Na ocasião, o clube carioca saiu na frente e chegou a abrir uma vantagem de 3–0, mas Endrick chamou a responsabilidade, marcou duas vezes e ainda participou dos gols marcados por Gustavo Gómez e Flaco López.

#### 2024

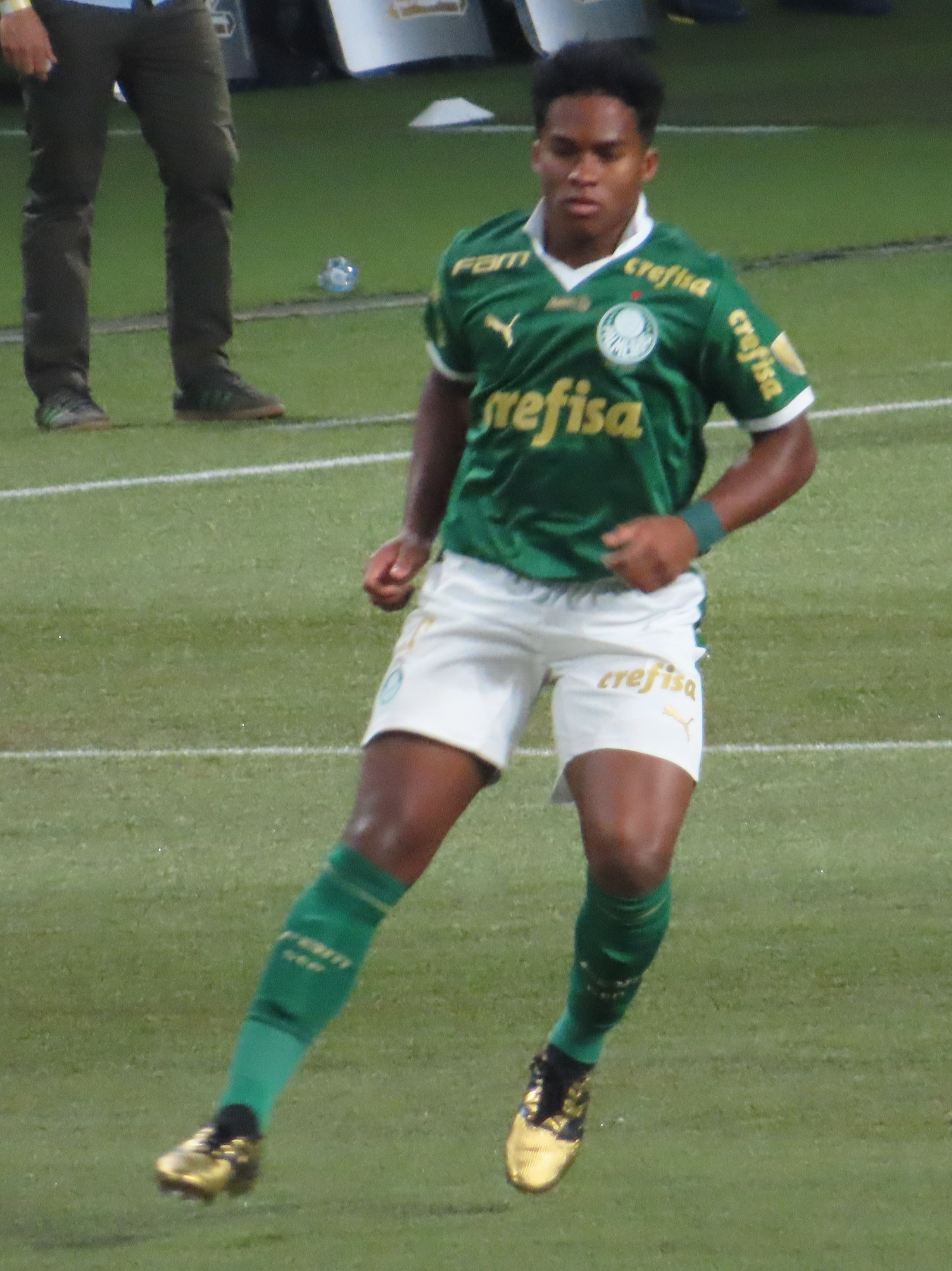
Endrick atuando pelo Palmeiras em 2024.

Seu último jogo pelo Palmeiras aconteceu em maio de 2024, no empate por 0–0 contra o San Lorenzo no Allianz Parque, pela última rodada da fase de grupos da Libertadores da América. Na ocasião, a torcida fez um mosaico para o jogador antes da partida.

### Real Madrid
Em 15 de dezembro de 2022, o Palmeiras e o Real Madrid anunciaram um acordo pela transferência de Endrick. Os valores e duração do contrato não foram divulgados, mas a imprensa brasileira relatou que os valores giraram em torno de 70 milhões de euros (393 milhões de reais, na época) e que o contrato será válido, a princípio, até 2027, com opção de renovação por mais três anos. Entretanto, o contrato passou a valer oficialmente apenas em 21 de julho de 2024, quando Endrick completou dezoito anos de idade. Caso os valores sejam confirmados, o jogador se tornará a terceira maior venda da história do futebol brasileiro.

#### 2024–25
Endrick foi apresentado oficialmente no dia 27 de julho, recebendo a camisa de número dezesseis.
O atacante estreou durante a pré-temporada no dia 31 de julho, sendo titular e atuando por 45 minutos num amistoso contra o Milan. A partida, que foi realizada no Soldier Field, nos Estados Unidos, terminou 1–0 para o time Rossoneri. Sua estreia e seu primeiro gol pelo Real Madrid em uma partida oficial ocorreram em 25 de agosto, na segunda rodada do Campeonato Espanhol; Endrick entrou nos minutos finais e marcou o último gol em uma vitória por 3–0 contra o Valladolid, no Estádio Santiago Bernabéu. Com o tento marcado, o brasileiro tornou-se o jogador estrangeiro mais jovem (18 anos e 35 dias) a balançar as redes pelo clube em toda a história da La Liga. O recorde pertencia ao zagueiro Raphaël Varane, que havia marcado contra o Rayo Vallecano aos 18 anos e 152 dias de idade.
Sua estreia na Liga dos Campeões da UEFA ocorreu no dia 17 de setembro, entrando nos minutos finais e marcando um gol de fora da área numa vitória por 3–1 contra o Stuttgart, no Estádio Santiago Bernabéu. Com isso, tornou-se o jogador mais jovem a fazer um gol pelo Real Madrid na história da Liga dos Campeões, além de se tornar o brasileiro mais jovem a marcar na principal competição europeia, aos 18 anos e 58 dias de idade.

## Seleção Brasileira

### Base
Endrick foi convocado pela Seleção Brasileira Sub-17 em março de 2022, para disputar o Torneio de Montaigu, na França. No dia 18 de abril, o Brasil bateu a Argentina na final e sagrou-se campeão da competição, algo que não acontecia desde 1984. Além de artilheiro, com cinco gols em quatro jogos, Endrick foi eleito o melhor jogador do torneio.
No dia 8 de dezembro de 2022, o atacante foi convocado por Ramon Menezes para representar o Brasil Sub-20 na disputa do Sul-Americano de 2023, mas não foi liberado pelo Palmeiras para atuar. Em 21 de dezembro de 2023, Endrick foi convocado para a Seleção Sub-23, que, entre 20 de janeiro e 11 de fevereiro de 2024, na Venezuela, disputou o Torneio Pré-Olímpico.

### Principal

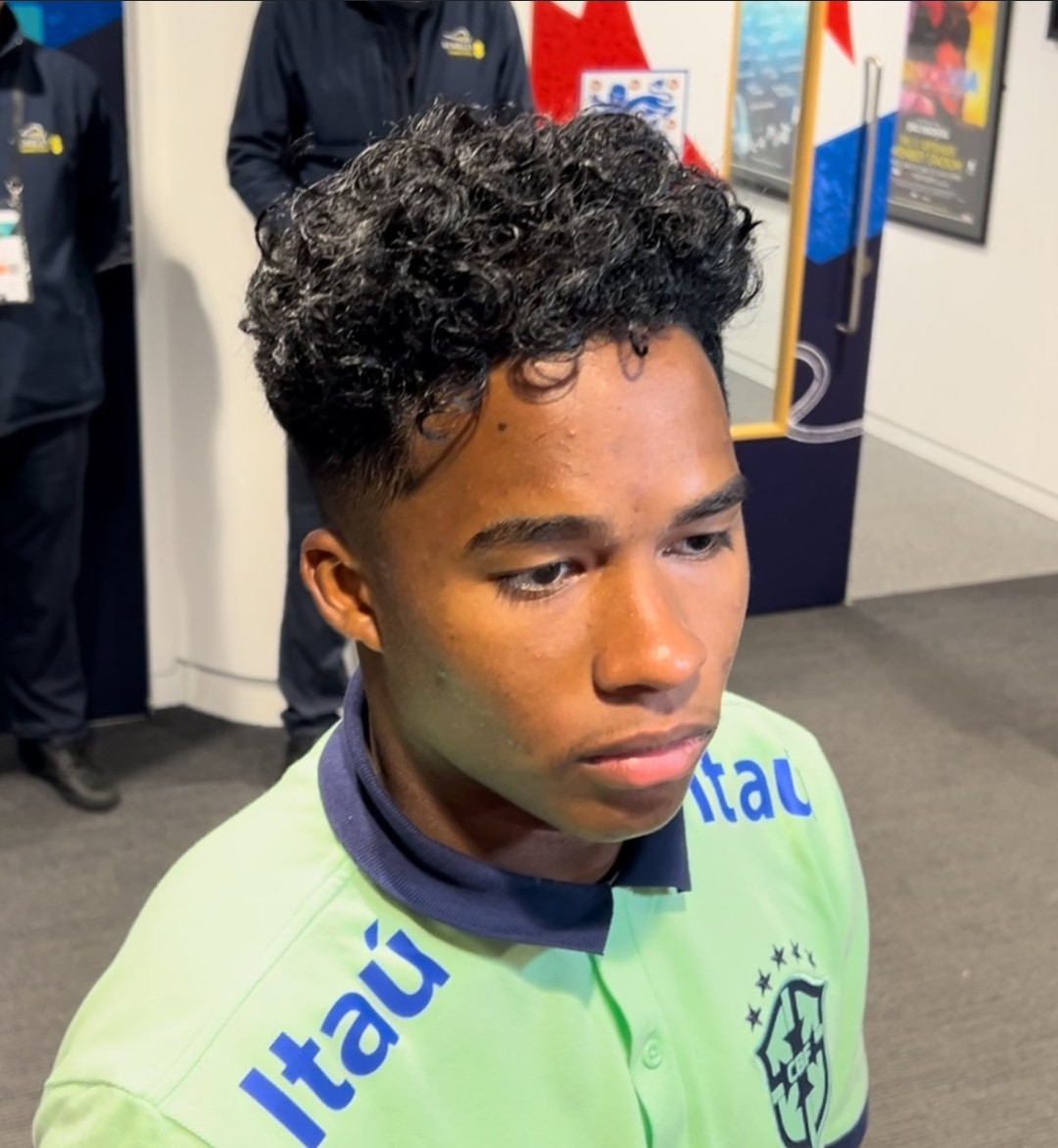
Endrick com a Seleção Brasileira em 2024.

Em novembro de 2023, Endrick foi convocado para a Seleção Brasileira principal pelo técnico Fernando Diniz para os confrontos das Eliminatórias da Copa do Mundo de 2026 contra a Colômbia e Argentina. Realizou sua estreia no dia 16 de novembro, na derrota por 2–1 para a Colômbia, fora de casa. Aos 17 anos e 118 dias, tornou-se o quarto jogador mais jovem a estrear pela Amarelinha.
Endrick marcou seu primeiro gol pelo Brasil no dia 25 de março de 2024, garantindo a vitória por 1–0 num amistoso contra a Inglaterra no Estádio de Wembley. Com o tento marcado, tornou-se o quarto atleta mais jovem a marcar com a camisa da Seleção Brasileira, e o mais jovem a marcar um gol no estádio inglês, onde no mesmo dia enalteceu e confessou ser um grande fã do meio-campista Bobby Charlton.

### Copa América de 2024
Em maio, foi incluso na lista dos convocados pelo técnico Dorival Júnior para a Copa América. Reserva em três partidas na competição realizada nos Estados Unidos, Endrick só foi titular em uma ocasião: no empate em 0–0 contra o Uruguai pelas quartas de final, em que o Brasil foi eliminado nos pênaltis.

## Estilo de jogo
De acordo com uma matéria feita pelo jornal espanhol esportivo Marca em abril de 2024, Endrick pode atuar em diversas posições na linha de ataque, sendo mais utilizado como atacante ou segundo atacante, com sua principal qualidade sendo a "potência física, técnica e velocidade". Coletivamente, tem uma leitura de jogo "elevada", o que contribui com o time na hora de oferecer ajuda a um companheiro ou atacar algum espaço para receber um passe. Individualmente, Endrick possui "boa capacidade" de buscar ações ofensivas; embora seja um bom driblador, ele realiza passes "imprevisíveis", colocando seus companheiros de time em boas situações de gol. A respeito de finalizações, o jornal relata que o atacante domina "perfeitamente" os fundamentos de como chutar para o gol e que utiliza "toda a força" na hora de finalizar.
Endrick é considerado uma das maiores promessas e revelações do futebol brasileiro, sendo comparado com jogadores importantes da história brasileira como Ronaldo, Pelé e Romário. Quando pedido para descrever seu estilo de jogo em 2022, Endrick afirmou: "Eu sempre vou lutar, vou ser persistente e tentar até o último minuto que estiver em campo. Eu nunca desisto, pressiono defensores, corro mais do que todo mundo no campo."(2:36–2:54) Segundo seu pai Douglas Sousa, Endrick foi inspirado pelo atacante português Cristiano Ronaldo.

## Vida pessoal
Filho mais velho do casal Cíntia e Douglas Ramos, Endrick possui um irmão mais novo chamado Noah. O jogador tem grande interesse por outros esportes, como o basquete e o tênis. É torcedor do Memphis Grizzlies, equipe da NBA, e admira o armador Ja Morant. O atacante tem a carreira gerida pelo empresário brasileiro Fred Pena.
Em novembro de 2023, anunciou parceria com a New Balance, até 2028, rejeitando a renovação com a Nike, até então a sua patrocinadora, e também grandes marcas como Adidas e Puma, para se tornar a principal estrela da marca norte-americana.
No dia 16 de setembro de 2024, Endrick se casou com a modelo brasileira Gabriely Miranda.
Em 2024, tornou-se cristão batista e foi batizado na Igreja Batista da Lagoinha em Madrid.

## Estatísticas
Atualizadas até 12 de março de 2025.
Clubes
| Clube             | Temporada         | Campeonato nacional | Campeonato nacional | Campeonato nacional | Copa nacional[a] | Copa nacional[a] | Copa nacional[a] | Competições continentais[b] | Competições continentais[b] | Competições continentais[b] | Outros torneios[c] | Outros torneios[c] | Outros torneios[c] | Total | Total | Total   |
| Clube             | Temporada         | Jogos               | Gols                | Assist.             | Jogos            | Gols             | Assist.          | Jogos                       | Gols                        | Assist.                     | Jogos              | Gols               | Assist.            | Jogos | Gols  | Assist. |
| ----------------- | ----------------- | ------------------- | ------------------- | ------------------- | ---------------- | ---------------- | ---------------- | --------------------------- | --------------------------- | --------------------------- | ------------------ | ------------------ | ------------------ | ----- | ----- | ------- |
| Palmeiras         | 2022              | 7                   | 3                   | 1                   | —                | —                | —                | —                           | —                           | —                           | —                  | —                  | —                  | 7     | 3     | 1       |
| Palmeiras         | 2023              | 31                  | 11                  | 0                   | 3                | 0                | 0                | 5                           | 1                           | 0                           | 14                 | 2                  | 1                  | 53    | 14    | 1       |
| Palmeiras         | 2024              | 6                   | 0                   | 0                   | 2                | 0                | 0                | 5                           | 2                           | 0                           | 9                  | 2                  | 1                  | 22    | 4     | 2       |
| Palmeiras         | Total             | 44                  | 14                  | 1                   | 5                | 0                | 0                | 10                          | 3                           | 0                           | 23                 | 4                  | 2                  | 82    | 21    | 4       |
| Real Madrid       | 2024—25           | 16                  | 1                   | 0                   | 4                | 4                | 0                | 8                           | 1                           | 0                           | 0                  | 0                  | 0                  | 28    | 6     | 0       |
| Real Madrid       | Total             | 16                  | 1                   | 0                   | 4                | 4                | 0                | 8                           | 1                           | 0                           | 0                  | 0                  | 0                  | 28    | 6     | 0       |
| Total na carreira | Total na carreira | 60                  | 15                  | 1                   | 9                | 4                | 0                | 18                          | 4                           | 0                           | 23                 | 4                  | 2                  | 110   | 27    | 4       |

- a. ^ Jogos da Copa do Brasil e Copa da Espanha
- b. ^ Jogos da Libertadores e Liga dos Campeões
- c. ^ Jogos do Campeonato Paulista, Supercopa do Brasil, Super Copa da Espanha, Mundial de Clubes e Super Copa da UEFA

### Seleção Brasileira
Abaixo estão listados todos os jogos, gols e assistências do futebolista pela Seleção Brasileira.
Seleção Sub–17
| Ano               | Torneio de Montaigu | Torneio de Montaigu | Torneio de Montaigu | Amistosos | Amistosos | Amistosos | Total | Total | Total   |
| Ano               | Jogos               | Gols                | Assist.             | Jogos     | Gols      | Assist.   | Jogos | Gols  | Assist. |
| ----------------- | ------------------- | ------------------- | ------------------- | --------- | --------- | --------- | ----- | ----- | ------- |
| 2022              | 4                   | 5                   | 2                   | 1         | 0         | 0         | 5     | 5     | 2       |
| Total na carreira | 4                   | 5                   | 2                   | 1         | 0         | 0         | 5     | 5     | 2       |

Seleção Principal
| Ano               | Copa América | Copa América | Copa América | Qualificação Mundial | Qualificação Mundial | Qualificação Mundial | Amistosos | Amistosos | Amistosos | Total | Total | Total   |
| Ano               | Jogos        | Gols         | Assist.      | Jogos                | Gols                 | Assist.              | Jogos     | Gols      | Assist.   | Jogos | Gols  | Assist. |
| ----------------- | ------------ | ------------ | ------------ | -------------------- | -------------------- | -------------------- | --------- | --------- | --------- | ----- | ----- | ------- |
| 2023              | —            | —            | —            | 2                    | 0                    | 0                    | 0         | 0         | 0         | 2     | 0     | 0       |
| 2024              | 4            | 0            | 0            | —                    | —                    | —                    | 4         | 3         | 0         | 8     | 3     | 0       |
| 2025              | —            | —            | —            | 4                    | 0                    | 0                    | 0         | 0         | 0         | 4     | 0     | 0       |
| Total na carreira | 4            | 0            | 0            | 6                    | 0                    | 0                    | 4         | 3         | 0         | 14    | 3     | 0       |

## Títulos

### Profissional
Palmeiras
- Campeonato Brasileiro: 2022 e 2023
- Supercopa do Brasil: 2023[73]
- Campeonato Paulista: 2023 e 2024

Real Madrid
- Supercopa da UEFA: 2024
- Copa Intercontinental da FIFA: 2024

### Categorias de base
Sub-11
- Campeonato Paulista Sub-11: 2017
- Bellmare Cup: 2017[74]

Sub-13
- Campeonato Paulista Sub-13: 2018
- Mito HollyHock Cup: 2018[75]
- Taça Brasil em Campo Bom: 2019[76]
- Copa Ouro: 2019[77]
- Copa São Ludgero: 2019[78]

Sub-15
- Campeonato Paulista Sub-15: 2019 e 2021
- Nike Premier Cup: 2021[79]

Sub-17
- Copa do Brasil Sub-17: 2022

Sub-20
- Campeonato Paulista Sub-20: 2021
- Copa São Paulo de Futebol Júnior: 2022
- Campeonato Brasileiro Sub-20: 2022

Seleção Brasileira Sub-17
- Torneio de Montaigu: 2022

### Prêmios individuais
- Melhor jogador da Copa Ouro: 2019
- Melhor Jogador da Copa São Paulo de Futebol Júnior de 2022
- Gol Mais Bonito da Copa São Paulo de Futebol Júnior de 2022
- Melhor Jogador do Torneio de Montaigu: 2022
- Revelação do Campeonato Brasileiro: 2022[80]
- Samba de Ouro Sub-20: 2022
- 60 jogadores jovens do ano de 2023 (The Guardian)
- Bola de Prata - Gol Mais Bonito: 2023
- Bola de Prata - Revelação: 2023
- Troféu Mesa Redonda - Seleção da Temporada: 2023
- Melhor Jogador da final do Campeonato Paulista: 2024
- Seleção do Campeonato Paulista: 2024
- Melhor Jogador do Campeonato Paulista: 2024
- 5° Melhor Jogador Jovem Sub-20 do Mundo pela  IFFHS: 2024[81]

### Artilharias
- Copa Bellmare: 2017 (10 gols)
- Copa São Ludgero: 2019 (18 gols)
- Torneio de Montaigu: 2022 (5 gols)
- Copa do Brasil Sub-17: 2022 (8 gols)

### Assistências
- Nike Premier Cup: 2021 (4 assistências)

### Recordes e marcas
- Jogador mais jovem a marcar em uma partida pelo Palmeiras, superando Heitor, maior artilheiro da história clube (16 anos, 3 meses e 4 dias)[82]
- Jogador mais jovem a marcar um gol em uma partida do Campeonato Brasileiro pelo Palmeiras (16 anos, 3 meses e 4 dias)[83]
- Jogador mais jovem a marcar em uma partida do Campeonato Brasileiro na era dos pontos corridos (16 anos, 3 meses e 4 dias)[84]
- Jogador mais jovem a marcar um gol em uma partida da Copa Libertadores da América pelo Palmeiras (16 anos, 10 meses e 16 dias)[85]
- Jogador mais jovem da história a marcar em Wembley (17 anos e 8 meses)[86]
- Quarto jogador mais jovem a marcar um gol em uma partida pela Seleção Brasileira (17 anos e 8 meses)[87]
- Jogador brasileiro mais jovem a marcar na Liga dos Campeões da UEFA (18 anos e 58 dias)
- Jogador mais jovem a marcar pelo Real Madrid na Liga dos Campeões da UEFA (18 anos e 58 dias)
- Jogador jovem a marcar pelo Real Madrid em competições internacionais (18 anos e 58 dias)
- Segundo jogador não europeu mais jovem a marcar na Liga dos Campeões da UEFA (18 anos e 58 dias)